# Biegi narciarskie na Mistrzostwach Świata w Narciarstwie Klasycznym 1934
Zawody w biegach narciarskich na VIII Mistrzostwach świata w narciarstwie klasycznym odbyły się w dniach 20 lutego – 25 lutego 1934 w szwedzkim mieście Sollefteå. Rozgrywano tylko biegi mężczyzn.

## Terminarz
| Data           | Miejscowość | Konkurencja                                           | Złoto                                                                           | Srebro                                                                      | Brąz                                                                                  |
| -------------- | ----------- | ----------------------------------------------------- | ------------------------------------------------------------------------------- | --------------------------------------------------------------------------- | ------------------------------------------------------------------------------------- |
| 22 lutego 1934 | Sollefteå   | Bieg indywidualny mężczyzn na 18 km stylem klasycznym | Sulo Nurmela                                                                    | Veli Saarinen                                                               | Martti Lappalainen                                                                    |
| 24 lutego 1934 | Sollefteå   | Bieg indywidualny mężczyzn na 50 km stylem klasycznym | Elis Wiklund                                                                    | Nils-Joel Englund                                                           | Olli Remes                                                                            |
| 25 lutego 1934 | Sollefteå   | Bieg sztafetowy mężczyzn stylem klasycznym            | Finlandia · Sulo Nurmela · Klaes Karppinen · Martti Lappalainen · Veli Saarinen | III Rzesza · Walter Motz · Josef Schreiner · Willy Bogner · Herbert Leupold | Szwecja · Allan Karlsson · Lars Theodor Jonsson · Nils-Joel Englund · Arthur Häggblad |

## Wyniki zawodów

### 18 km techniką klasyczną
- Data 22 lutego 1934

| Medal | Zawodnik                  | Narodowość | Wynik   |
| ----- | ------------------------- | ---------- | ------- |
|       | Sulo Nurmela              | Finlandia  | 1:04:29 |
|       | Veli Saarinen             | Finlandia  | 1:05:35 |
|       | Martti Lappalainen        | Finlandia  | 1:06:08 |
| 4     | Arthur Häggblad           | Szwecja    | 1:06:10 |
| 5     | Klaes Karppinen           | Finlandia  | 1:06:15 |
| 6     | Oddbjørn Hagen            | Norwegia   | 1:06:51 |
| 7     | Lars Theodor Jonsson      | Szwecja    | 1:06:51 |
| 8     | Väinö Liikkanen           | Finlandia  | 1:06:57 |
| 9     | Nils-Joel Englund         | Szwecja    | 1:06:58 |
| 10    | Arvi Riivari              | Finlandia  | 1:07:05 |
| ...   |                           |            |         |
| 63    | Stanisław Marusarz        | Polska     | 1:14:05 |
| 70    | Bronisław Czech           | Polska     | 1:14:56 |
| 76    | Stanisław Karpiel         | Polska     | 1:15:41 |
| 101   | Izydor Gąsienica-Łuszczek | Polska     | 1:20:34 |
| 108   | Andrzej Marusarz          | Polska     | 1:23:32 |

### 50 km techniką klasyczną
- Data 24 lutego 1934

| Medal | Zawodnik          | Narodowość | Wynik   |
| ----- | ----------------- | ---------- | ------- |
|       | Elis Wiklund      | Szwecja    | 4:06:43 |
|       | Nils-Joel Englund | Szwecja    | 4:07:41 |
|       | Olli Remes        | Finlandia  | 4:08:05 |
| 4     | Arthur Häggblad   | Szwecja    | 4:12:56 |
| 5     | John Wikström     | Szwecja    | 4:12:59 |
| 6     | Helge Wikström    | Szwecja    | 4:13:40 |
| 7     | Ole Stenen        | Norwegia   | 4:14:25 |
| 8     | Karl Lindberg     | Szwecja    | 4:14:35 |
| 9     | Hjalmar Bergström | Szwecja    | 4:14:39 |
| 10    | Kalle Heikkinen   | Finlandia  | 4:16:34 |

### Sztafeta 4×10km
- Data 25 lutego 1934

| Medal | Zawodnik                                                              | Narodowość | Wynik   |
| ----- | --------------------------------------------------------------------- | ---------- | ------- |
|       | Sulo Nurmela Klaes Karppinen Martti Lappalainen Veli Saarinen         | Finlandia  | 2:40:28 |
|       | Walter Motz Josef Schreiner Willy Bogner Herbert Leupold              | III Rzesza | 2:51:23 |
|       | Allan Karlsson Lars Theodor Jonsson Nils-Joel Englund Arthur Häggblad | Szwecja    | 2:53:07 |
| 4     | Lars Bergendahl Olaf Hoffsbakken Hans Vinjarengen Oddbjørn Hagen      | Norwegia   | 2:53:07 |
| 5     | Bronisław Czech Stanisław Karpiel Andrzej Marusarz Stanisław Marusarz | Polska     | 2:56:01 |
| DNS   |                                                                       | Austria    | –       |

Srebro dla sztafety Niemiec było pierwszym medalem w mistrzostwach świata zdobytym dla tego kraju. W czasie biegu sztafetowego Szwed Arthur Häggblad i Norweg Oddbjørn Hagen zeszli z trasy i stracili ponad 10 minut. Obie sztafety wyprzedziła drużyna Niemiec, zdobywając srebro. Na finiszu Häggblad wyprzedził Hagena i zdobył brąz dla drużyny Szwecji. Wystartowało tylko pięć sztafet.

## Klasyfikacja medalowa dla konkurencji biegowych MŚ
| #  | Reprezentacja | Złoto | Srebro | Brąz | Razem |
| -- | ------------- | ----- | ------ | ---- | ----- |
| 1. | Finlandia     | 2     | 1      | 2    | 5     |
| 2. | Szwecja       | 1     | 1      | 1    | 3     |
| 3. | III Rzesza    | 0     | 1      | 0    | 1     |